# Vercruusse
Vercruusse was een typetje van de Vlaamse komiek en radiopresentator Martin De Jonghe.
Het personage debuteerde op 1 september 1979 in het Radio 2-programma Klaproosters. Vercruusse was een winkelier in "koloniale waren" uit Ieper die West-Vlaams dialect praatte. Iedere week leverde hij commentaar op de actualiteit. Negen maanden lang bleef de identiteit van het typetje anoniem voor de luisteraars tot Martin De Jonghe uiteindelijk onthulde dat hij het personage speelde. Vercruusses vaste catchphrases waren: "Wil u de vraag nog eens herhalen?", "Inderdaad ja" en "'t Is voor mee te doen aan 't spel".
Vercruusse werd zo populair onder de luisteraars dat hij van 1983 tot 1986 zijn eigen programma kreeg, Radio Deprimo. Hier had hij wekelijks interactie met andere typetjes, onder wie Staf De Rijcke uit Knokke-Heist en zijn echtgenote Clarisse Vandervenne uit Torhout. 
De sketches inspireerden drie elpees en vijf singles. De single "Vercruusse danst" stond 5 weken bovenaan "Joepie's Super Vlaamse Top 10" en "Krisislied" twee weken. In de Ariola Express-Humor-reeks verscheen in oktober 1993 en 2009 ook de cd "Vercruuse verzameld". 

## In populaire cultuur
- Op pagina 55, strook 216 van het Suske en Wiske-album De Krimson-crisis vechten Bekende Vlamingen tegen de troepen van Krimson. Tijdens de vechtpartij roept er iemand: "'t Is v'r mee te doen aan het speil"